# Twierdzenie Borsuka-Ulama
Twierdzenie Borsuka-Ulama o antypodach – twierdzenie topologiczne, które w swojej popularnonaukowej wersji mówi, że na powierzchni kuli ziemskiej istnieje para punktów antypodycznych, w których temperatura i ciśnienie są takie same.
Według Matouška ogólne sformułowanie twierdzenia pojawia się po raz pierwszy w pracy Łazara Lusternika i Lwa Sznirelmana z 1930 roku. Samo twierdzenie nosi jednak nazwisko Karola Borsuka, który jako pierwszy podał jego dowód w pracy opublikowanej w Fundamenta Mathematicae z 1933 roku, gdzie przypisuje on autorstwo tezy Stanisławowi Ulamowi.

## Twierdzenie
Niech {\displaystyle S^{n}} oznacza {\displaystyle n}-wymiarową sferę (jednostkową) przestrzeni euklidesowej {\displaystyle \mathbb {R} ^{n+1}.} Dla dowolnej funkcji ciągłej
{\displaystyle f\colon S^{n}\to \mathbb {R} ^{n}}
istnieje (co najmniej jeden) taki punkt {\displaystyle x\in S^{n},} że
{\displaystyle f(x)=f(-x).}

## Równoważne sformułowania[4]
Istnieje kilka faktów topologicznych równoważnych twierdzeniu Borsuka-Ulama. Sformułowania te są pożyteczne przy dowodzeniu twierdzenia Borsuka-Ulama.
1) Twierdzenie Borsuka-Ulama w sformułowaniu danym powyżej. 
2) Jeśli ciągła funkcja {\displaystyle f:S^{n}\to \mathbb {R} ^{n}} jest nieparzysta (czyli spełnia tożsamość {\displaystyle f(-x)=-f(x)}, to posiada punkt {\displaystyle x\in S^{n},} dla którego {\displaystyle f(x)=0.}
3) Nie istnieje ciągłe, nieparzyste przekształcenie {\displaystyle f:S^{n}\to S^{n-1}}(dla {\displaystyle n\geqslant 2}).
4) Nie istnieje ciągłe, nieparzyste odwzorowanie {\displaystyle f:B^{n}\to S^{n-1}}, którego zbiorem wartości jest cała sfera .{\displaystyle S^{n-1}}.

## Dowód

### Przy użyciu kohomologii
Niech {\displaystyle f:S^{n}\to S^{n-1}} będzie ciągłym i nieparzystym odwzorowaniem.
Przechodząc do topologii ilorazowej zadanej relacją: {\displaystyle x\simeq y\Leftrightarrow x=-y} dzięki nieparzystości {\displaystyle f} dostaniemy ciągłe odwzorowanie: {\displaystyle f':P^{n}(\mathbb {R} )\to P^{n-1}(\mathbb {R} ),} gdzie {\displaystyle P^{n}(\mathbb {R} )} oznacza n-wymiarową, rzeczywistą przestrzeń rzutową. Z twierdzenia Hurewicza indukuje to homomorfizm pierścieni kohomologii ze współczynnikami z ciała {\displaystyle \mathbb {F} _{2}{:}}
{\displaystyle \mathbb {F} _{2}[x]/(x^{n})=H^{*}(P^{n-1}(\mathbb {R} );\mathbb {F} _{2})\to H^{*}(P^{n}(\mathbb {R} );\mathbb {F} _{2})=\mathbb {F} _{2}[y]/(y^{n+1}),}
który na {\displaystyle x} przybiera wartość {\displaystyle y,} ale: {\displaystyle x^{n}=0,} a {\displaystyle y^{n}\neq 0.} To daje sprzeczność.